# Riihijärvi (sjö i Kaavi, Norra Savolax)
Riihijärvi är en sjö i kommunen Kaavi i landskapet Norra Savolax i Finland. Den är 7,5 meter djup. Arean är 35 hektar och strandlinjen är 3,81 kilometer lång. Sjön  ingår i Vuoksens huvudavrinningsområde.   Den ligger omkring 55 kilometer öster om Kuopio och omkring 380 kilometer nordöst om Helsingfors. 
I sjön finns öarna Nuottasaari och Heinäsaari.